# Hupalî, Liuboml
Hupalî (în ucraineană Гупали́) este un sat în comuna Zhoranî din raionul Liuboml, regiunea Volînia, Ucraina.

## Demografie
Componența lingvistică a localității Hupalî
     Ucraineană (99,05%)
     Alte limbi (0,95%)
Conform recensământului din 2001, majoritatea populației localității Hupalî era vorbitoare de ucraineană (99,05%), existând în minoritate și vorbitori de alte limbi.